# Eleccions legislatives al Kazakhstan de 2021
El 10 de gener de 2021 es van celebrar al Kazakhstan eleccions legislatives per a triar als diputats del Mazhilis, la cambra baixa del parlament kazakh. Van ser les vuitenes eleccions legislatives en la història del Kazakhstan des de la seva independència, les primeres que es van celebrar sota la presidència de Khassim-Jomart Tokhàiev i les primeres des de 2004 que se celebraven en la data prevista normalment, i no a causa d'una dissolució anticipada del Mazhilis.
El partit governant Nur Otan va mantenir la seva condició de partit dominant en el Mazhilis en obtenir el 71,1% dels vots i arrasar amb 76 escons; no obstant això, li va anar pitjor que en les anteriors eleccions de 2016, en perdre 8 escons i l'11,1% dels vots, mentre que dos partits nominalment en l'oposició (el Partit Democràtic d'Ak Zhol i el Partit Popular del Kazakhstan), presents en el Mazhilis des de 2012, van obtenir millors resultats, ja que cadascun d'ells va experimentar un petit augment de vots i escons. Malgrat algunes expectatives, els altres partits contendents no van aconseguir el llindar electoral del 7%, per la qual cosa no van poder entrar en el parlament. Diversos grups de l'oposició van cridar al boicot i a les protestes en les eleccions, al·legant falta d'obertura i equitat. L'únic partit registrat que suposa una veritable oposició al govern, el Partit Socialdemòcrata Nacional (JSDP), es va negar a concórrer a les eleccions legislatives per primera vegada, mentre que altres grups van animar a votar tàcticament a l'Ak Zhol per a almenys restar-li alguns vots a Nur Otan. Les eleccions legislatives van registrar una participació del 63,3%, la més baixa des de 1999. L'11 de gener de 2021, l'Assemblea del Poble del Kazakhstan va triar indirectament als nou diputats que li corresponien.
La campanya es va centrar en temes com les reformes promulgades pel president Tokhàiev, les dificultats econòmiques causades per la pandèmia de la COVID-19, les qüestions socials, la venda de terres i el sector agrícola. Les eleccions van estar plagades de diversos escàndols de corrupció relacionats amb els cercles de l'expresident Nursultan Nazarbàiev, problemes diplomàtics entre el Kazakhstan i Rússia per polèmiques reclamacions de terres, així com pressions i repressió contra grups de drets humans, periodistes, activistes i observadors electorals. L'Assemblea Parlamentària de l'Organització per a la Seguretat i la Cooperació a Europa (OSCE) va qualificar les eleccions de «discretes» amb falta d'«autèntica competència», ja que tots els partits contendents donaven suport a les polítiques de Tokhàiev o defensaven posicions progovernamentals.
La nova sessió dels mahilis es va reunir per primera vegada el 15 de gener de 2021. En ella, Nurlan Nigmatulin va ser reelegit com a president del Mazhilis, mentre que Askhar Mamin va tornar a ser nomenat primer ministre després de ser proposat per Tokhàiev per al càrrec.